# Eleanor Vadala

Eleanor Vadala demonstriert die Verwendung der Gammacell 220, die im Labor für Luft- und Raumfahrtmaterialien des Naval Air Material Center eingesetzt wurde. Die Gammacell 220 ist eine Quelle für Kobalt-60-Gammastrahlung, die üblicherweise zur Veränderung der physikalischen Eigenschaften von Textilfasern und Polymeren verwendet wurde

Eleanor Vadala (* 8. September 1923 in National Park, New Jersey, Vereinigte Staaten; † 19. Juli 2023 in Bala Cynwyd, Pennsylvania, Vereinigte Staaten) war eine US-amerikanische Chemikerin, Werkstofftechnikerin, Astronomin und Ballonfahrerin. Sie war Forschungs- und Entwicklungsleiterin am Naval Air Development Center in Pennsylvania, wo sie an der Entwicklung leichter synthetischer Materialien für den Einsatz in Flugzeugen mitwirkte. Sie war Expertin für die damals neuen computergestützten Testgeräte der Navy und Mitglied eines US-amerikanischen Beobachtungsteams, das die Satelliten Sputnik 1 und 2 überwachte, die die Sowjetunion 1957 ins Weltall schickte. Sie war zudem eine Ballonpionierin des 20. Jahrhunderts, die 1959 ihre erste Fahrt mit einem Gasballon unternahm. 1967 durfte sie als Mitglied des Balloon Club of America den berühmten Clubballon La Coquette aus dem Film In 80 Tagen um die Welt von Mike Todd als Pilotin lenken.

## Leben und Werk

Eleanor Vadala bei der Arbeit mit einem Fass radioaktiven Materials im Labor für Luftfahrtmaterialien des Naval Air Material Center

Eleanor Vadala und Earl Hayes vom US-Verteidigungsministerium betrachten eine Ausstellung von Luftschiffgeweben, die im Naval Air Material Center hergestellt wurden.

Vadala verbrachte ihre ersten Schuljahre in New Jersey und besuchte dann in Philadelphia die John Bartram High School. 1941 absolvierte sie ein Praktikum am Juniata College in Huntington (Pennsylvania), wo sie nach ihrem Studium 1947 einen Bachelor of Science in Ernährungswissenschaften erhielt. Anschließend studierte sie Chemie an der Temple University. Von 1943 bis 1945 arbeitete sie bei der Kellett Aircraft Co., die Flugzeugteile herstellte. Nach ihrem Studienabschluss erhielt sie 1947 eine Anstellung am Franklin Institute in Philadelphia. Sie trat in die Rittenhouse Astronomy Society (RAS) ein, eine der ältesten Amateurvereinigungen, die sich dem Studium und der Förderung der Astronomie widmet. Sie war dort langjährige Schatzmeisterin, Sekretärin und schließlich Präsidentin. Ende der 1980er Jahre verlieh ihr die RAS eine Ehrenmitgliedschaft auf Lebenszeit.

## Materialforschung
Während des Zweiten Weltkriegs arbeitete sie zwei Jahre lang als Qualitätsprüferin bei einem Flugzeugteilehersteller und war von 1947 bis 1951 Dozentin und Ausbilderin am Franklin Institute.
1951 wurde sie Werkstoffingenieurin am Naval Air Development Center in South Philadelphia und später in Warminster. Sie war Forschungs- und Entwicklungsleiterin und wirkte an der Entwicklung leichter synthetischer Materialien für den Einsatz in Flugzeugen mit. Zu ihren Aufgaben gehörte es, den Stoff der auf dem Marinestützpunkt in Lakehurst gelagerten Ballons zu prüfen, um deren sichere Verwendung sicherzustellen. Mit einer Instron-Zugprüfmaschine bewertete sie Gewicht, Druckfestigkeit und Zugfestigkeit der verwendeten Stoffe. Als Ergebnis ihrer Tests wurden mehrere Ballons für unbrauchbar erklärt. Bis zu ihrer Pensionierung 1989 forschte und entwickelte sie zu Aramid, Polyester und anderen Leichtbaumaterialien für Ballons und andere Luftfahrzeuge. Sie war Expertin für die neuen computergestützten Testgeräte der Navy und Mitglied eines US-amerikanischen Beobachtungsteams, das die ersten künstlichen Erdsatelliten Sputnik überwachte, die die Sowjetunion 1957 ins All schickte.

## Ballonfahrerin
In der Abteilung ATMC (Amateur Telescope Makers) des Franklin Institute baute sie ein 6-Zoll-Spiegelteleskop. Hier begegnete sie Tony Fairbanks, der ebenfalls ein Teleskop baute und Ballonhüllen, Netze und Zubehörteile beschaffte, um eine Ballongruppe zu gründen. Während des Ersten und Zweiten Weltkriegs bildeten die Vereinigten Staaten Ballonpiloten aus, die Marine für den U-Boot-Abwehrdienst und das Heer für den Beobachtungsdienst durch das Fliegen von Freiballons der Goodyear Tires and Rubber Company. 1952 sicherte sich Tony Fairbanks Gasballons, Netze und Zubehörteile von der NAS in Lakehurst und gründete den Balloon Club of America (BCA). Der BCA wurde offiziell am 30. Juli 1952 gegründet und der Jungfernflug des BCA fand am 30. November 1952 von Brookhaven aus statt.
Obwohl sie nicht an dem Erstflug der BCA teilnahm, war Vadala bei den meisten folgenden Flügen dabei. 1952 und 1953 diente sie hauptsächlich als Bodenpersonal. 1954 unternahm sie ihren ersten Ballonflug und war 1963 die dritte Frau, die von der Federal Aviation Administration ein Ballonpilotenzertifikat erhielt. 2019 wurde sie in die US Ballooning Hall of Fame aufgenommen. Sie war die erste Sekretärin der Balloon Federation of America und war von 1954 bis 1973 bei 66 Gas- und Heißluftflügen in den USA und Europa dabei.
Vadala war Schatzmeisterin, Sekretärin und Präsidentin der Rittenhouse Astronomy Society und unterstützte den Astronomen Edwin Bailey und andere beim Aufbau des Fels-Planetariums des Franklin Institute.
1984 heiratete sie Bailey und stiftete nach seinem Tod ein Astronomiestipendium in seinem Namen an der Villanova University.
Sie war Mitglied des Vorstands der Geographical Society of Philadelphia und engagierte sich in der wissenschaftlichen Ehrengesellschaft Sigma Delta Epsilon.
Sie war Miteigentümerin eines eigenen Heißluftballons, bildete angehende Piloten und Bodenpersonal aus und hielt Vorträge über Ballonfahren und Astronomie.
Vadala starb 2023 im Alter von 99 Jahren in ihrem Haus in Bala Cynwyd.

## Veröffentlichungen (Auswahl)
- mit Norman J. Mayer: Determination of the Airworthiness of ZPG-3W Cotton D-621 and the ZPG-2 Dacron GDC-5 Airship Envelopes. Proceedings, Ninth AFGL Scientific Balloon Symposium, 20 Oktober bis 22 Oktober 1976 , Air Force Geophysics Laboratories, Air Force Systems Command, United States Air Force, S. 509–540.
- mit G. Waring, Jr. K. E. Hofer, R. Trabocco: Failure Mechanisms for Advanced Composite Sandwich Construction in Hostile Environments—Naval Aircraft Structures. Advanced Composites—Special Topics; Proceedings of the Conference, 1979, S. 83–122.